# 서홍관
서홍관(徐洪官, 1958년 10월 30일 ~ )은 대한민국의 가정의학과 전문의 및 의학박사이다. 현재, 국립암센터 원장, 국립암센터 국제암대학원대학교 총장, 재단법인 국립암센터발전기금 이사장을 겸하고 있으며 대한민국 금연 운동가이자 시인이다.

## 인물 소개
- 1958년 전북 완주 출생. 전주고-서울대 의대를 졸업(1983년)하고, 동 대학원에서 석·박사학위를 받았으며 가정의학과 전문의이다. 1990년부터 인제대 가정의학과 교수로 재직하다가 2003년에 국립암센터로 옮겨 초대 국가암관리사업본부장, 금연지원센터장 등을 거쳤다.

- 25여년간 금연운동에 헌신했다. 2010년부터 한국금연운동협의회 회장을 맡아 담뱃값 인상, 담뱃갑 경고그림 도입, 음식점 완전 금연구역 지정 등 금연운동을 한 단계 끌어올렸다. 이같은 공로로 2015년엔 국민훈장 석류장을 수훈했다.

- 국가암관리사업본부장을 맡았을 때는 발암원관리과와 암감시조사과를 신설한데 이어 암생존자 관리 지침을 발간하는 등 국가암관리사업의 지평을 넓혔다는 평가를 받고 있다.

- 4권의 시집을 발간한 시인이기도 하다. 서울대 의대 문예부 시절 틈틈이 시를 쓰다가 우연히 신경림 시인의 눈에 띄어 시의 길로 들어섰다. 1985년 창작과 비평사의 ‘16인 신작시집’에 ‘금주 선언’ 등을 발표하면서 등단했다.

- 이후 시집 ‘어여쁜 꽃씨 하나’, ‘지금은 깊은 밤인가’ ‘어머니 알통’, 산문집 ‘이 세상에 의사로 태어나’ 등을 펴냈으며, 최근엔 4번째 시집 ‘우산이 없어도 좋았다’를 출간했다. 총 70여 편이 실린 시집은 반응이 좋아 1쇄가 열흘 만에 매진돼 2쇄를 찍었다.

## 학력
- 1977 ∼ 1983 서울대학교 의과대학 의학과 학사
- 1989 ∼ 1991 서울대학교 보건대학원 보건학과 석사
- 1992 ∼ 1995 서울대학교 대학원 의학과 박사

## 주요 경력
- 1986 ∼ 1989 서울대학교병원 가정의학과 전공의
- 1989 ∼ 1990 서울대학교병원 가정의학과 전임의
- 1990 ∼ 2003 인제의대 서울백병원 가정의학과 전임강사, 조교수, 부교수
- 1994 ∼ 2003 백중앙의료원 홍보실장
- 1995 ∼ 1996 미국 메사추세츠주립대학병원 방문교수로 연수
- 1997 ∼ 2003 인제의대 의사학/의료윤리학교실 주임교수
- 2000 ∼ 현재 한국작가회의 이사
- 2003 ∼ 현재 국립암센터 암예방검진센터 의사
- 2010 ∼ 현재 한국금연운동협의회 회장
- 2011 ∼ 2013 국립암센터 국가암관리사업본부장
- 2015 ∼ 현재 경기북부금연지원센터 센터장
- 2017 ∼ 2020 국립암센터 국제암대학원대학교 암관리학과 겸임교수
- 2021 ∼ 현재 국립암센터 원장, 국립암센터 국제암대학원대학교 총장, 재단법인 국립암센터발전기금 이사장

## 수상, 서훈 및 표창
- 2005년 대한가정의학회 - 공로상
- 2008년 대한임상건강증진학회 - 저술상
- 2015년 보건복지부 - 국민훈장 석류장

## 논문
- 2022년 현재 105편(SCIE = 47, 기타 = 58)

## 저서
- 1989. 《어여쁜 꽃씨 하나》 - 창작과비평사
- 1992. 《지금은 깊은 밤인가》 - 실천문학사
- 1995. 《이세상에 의사로 태어나》 - 웅진출판사
- 1995. 《한국인의 평생건강관리》 - 고려의학
- 1998. 《전염병을 물리친 뽜스뙤르》 - 창작과비평사
- 2001. 《의료윤리학》 - 한국의료윤리교육학회
- 2002. 《닥터 허의 만병백과》 - 맑은물
- 2004. 《의학과 문학》 - 문학과지성사
- 2004. 《통쾌하고, 화려한 금연퍼레이드》 - 한국금연운동협의회
- 2006. 《보건복지정책 과제와전망》 - 국립암센터
- 2006. 《담배제조 및 매매 금지》 - 국립암센터
- 2007. 《암예방과 조기검진》 - 국립암센터
- 2007. 《최신가정의학》 - 대한가정의학회
- 2008. 《Banning Tobacco(영문판)》 - 서울대학교출판부
- 2008. 《의학과 의료》 - 나남
- 2009. 《잘못알려진 건강상식》 - 도서출판 한울
- 2009. 《꼭 알아야 할 남편 건강지키기》 - 도서출판 한울
- 2009. 《궁금해요 의사가 사는 세상》 - 창비
- 2010. 《어머니의알통》 - 문학동네
- 2010. 《담배 탈출하기》 - 국립암센터
- 2012. 《종양학》 - 일조각
- 2013. 《심뇌혈관질환 1차예방 가이드라인》 - 대한가정의학회
- 2013. 《근거중심의 암생존자 관리》 - 국립암센터
- 2015. 《아버지 새가 되시던 날》 - 지식을만드는지식
- 2020. 《우산이 없어도 좋았다》 - 창비